# Шишаково
Шишаково — деревня в Сямженском районе Вологодской области.
Входит в состав Коробицынского сельского поселения, с точки зрения административно-территориального деления — в Коробицинский сельсовет.
Расстояние по автодороге до районного центра Сямжи — 34 км, до центра муниципального образования Георгиевской — 6 км. Ближайшие населённые пункты — Арганово, Чирковская, Коростелево.
По переписи 2002 года население — 48 человек (22 мужчины, 26 женщин). Всё население — русские.